# Alice Walker
Pour les articles homonymes, voir Walker.
Alice Walker, née le 9 février 1944 à Eatonton (État de Géorgie), est une écrivaine et militante féministe américaine. Son activisme concerne à la fois le féminisme, la lutte pour les droits des Noirs et l'antisionisme.
Elle est récompensée en 1983 par un prix Pulitzer pour son roman La Couleur pourpre.

## Biographie

### Famille et formation
Née dans une famille de métayers, descendants d'esclaves, à Eatonton, dans l'État de Géorgie, Alice Malsenior Walker est la benjamine et huitième enfant de ses parents — Willie Lee Walker, un métayer et Minnie Tallulah Grant, une femme de ménage ; elle a des origines afro-américaines, cherokee, écossaise et irlandaise,,.
Quand elle a huit ans, son frère Curtis tire accidentellement sur elle avec une carabine à air comprimé et aveugle son œil droit, dont l'aspect sera amélioré plus tard par une chirurgie réparatrice. Cet événement et la période difficile qui l'a suivi la poussent à se plonger dans la lecture et à commencer à écrire des poèmes.
Adolescente, elle participe à des rassemblements de protestation contre la ségrégation raciale aux États-Unis et se rend à la Marche sur Washington en 1963, où Martin Luther King prononce son célèbre discours « I have a dream… ».
Major de promotion de sa classe terminale, elle entame ses études à l'université Spelman (Atlanta, Géorgie) puis est diplômée en arts en 1965 de l'université Sarah Lawrence (Yonkers, New York) où elle avait obtenu une bourse d'études en 1963,. L'un de ses professeurs d'histoire à Atlanta est Howard Zinn qui encourage ses étudiants à l'activisme politique.
Lors de ses études, elle se trouve enceinte et avorte ; cet épisode, ainsi que la crise de pensées suicidaires qui s'ensuit, inspireront Once, son premier recueil de poèmes.

### Mariage et relations
Elle est mariée à Melvyn Rosenman Leventhal (en) de 1967 à 1976, un avocat juif et également militant des droits civiques, qu'elle qualifie encore de « merveilleux », 50 ans plus tard. La famille de Mel rejette ce mariage et Alice et Mel déménagent à Jackson, devenant ainsi le premier couple mixte légalement uni dans l’État du Mississippi, où les deux sont harcelés et menacés de mort par des Blancs dont les membres du Ku Klux Klan,,,. Mel participe notamment à la lutte contre la ségrégation raciale dans les écoles ou les restaurants de Jackson sur le plan juridique. Ensemble, ils ont en 1969 une fille, Rebecca Walker, qui deviendra aussi écrivaine et militante, et écrira sur sa souffrance d'être l'enfant de ce couple mixte, sur la relation entre ses parents et la négligence de sa mère à son égard dans Noire, blanche et juive, publié en 2001,,. 

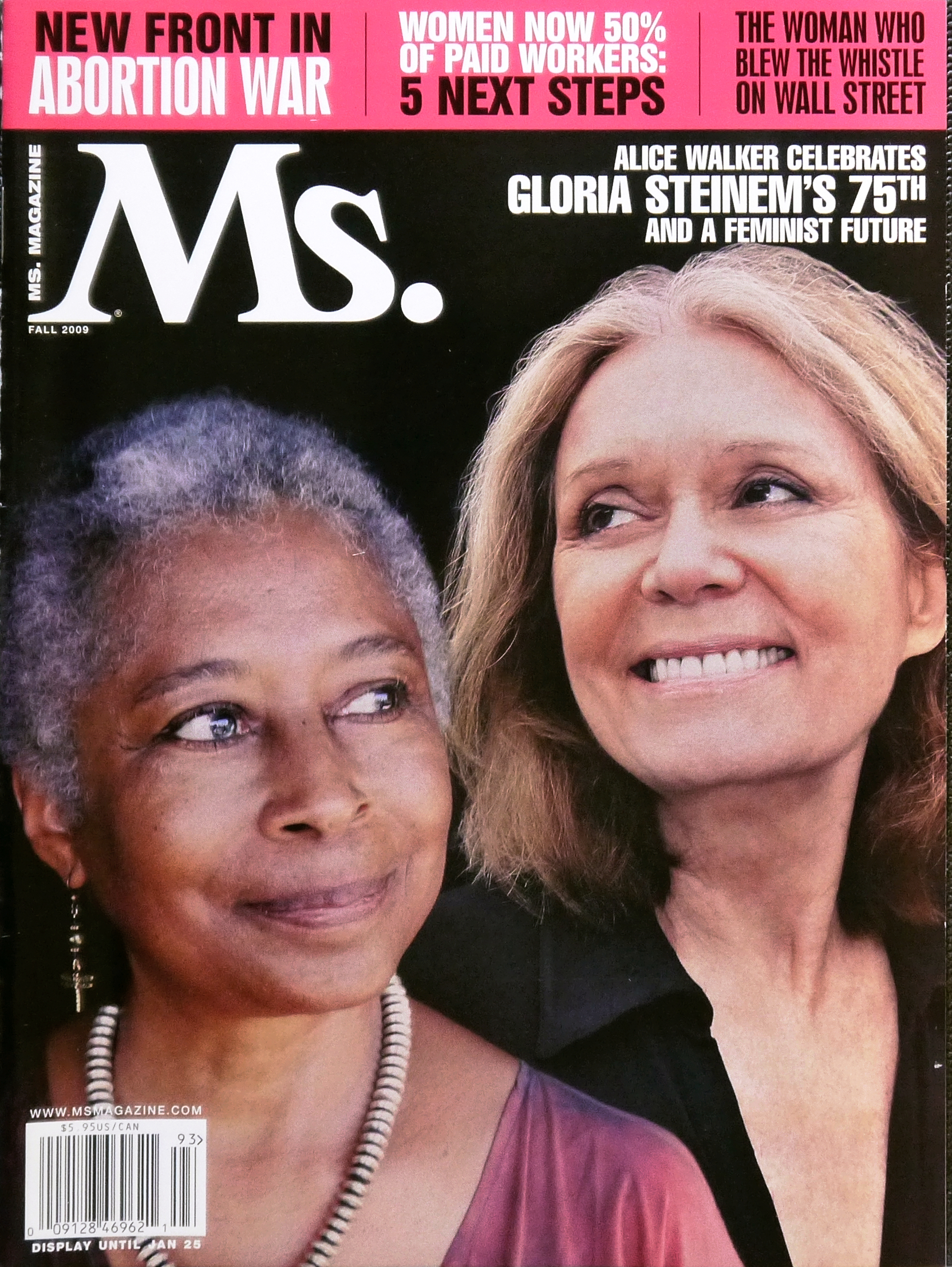
Alice Walker (à gauche) avec Gloria Steinem en couverture de Ms. Magazine en 2009.

Durant cette période, Alice découvre les œuvres de l'auteur afro-américaine et anthropologue Zora Neale Hurston qui a une influence décisive sur sa propre poursuite de travaux, en lui ayant présenté dans ses livres des personnages noirs, possédant des biographies, des êtres humains engagés dans un destin complexe, contrairement aux représentations stéréotypées des auteurs blancs qu'elle avait étudiés.
Elle publie son premier livre de poésie (Once) en 1968 et en 1970, son premier roman (The Third Life of Grange Copeland).
En 1972, elle accepte un poste d'enseignante au Wellesley College et fonde les premiers cours de la littérature féminine aux États-Unis. La même année, son père meurt à 61 ans, perclus de maladies.
En 1974, la famille Leventhal retourne à New York où la féministe Gloria Steinem, fondatrice de Ms. Magazine, veut promouvoir la carrière de Walker dont elle admire le travail et la nomme rédactrice en chef.

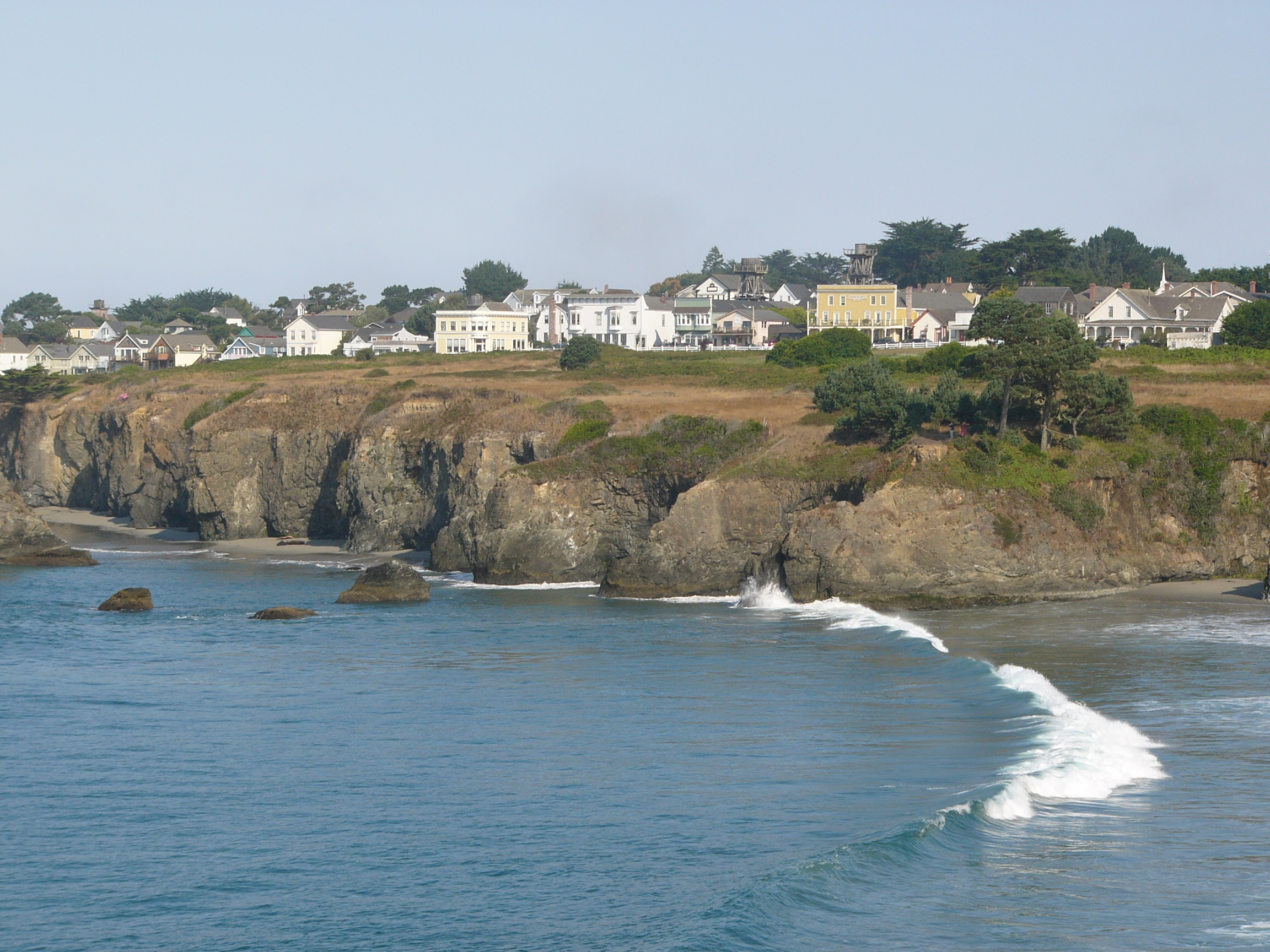
Côte de Mendocino en Californie, où Alice Walker possède une maison de campagne.

Après son divorce par consentement mutuel avec Mel, elle souffre de dépression et seule, s'installe à Wellesley dans le Massachusetts puis à San Francisco en Californie grâce à la bourse de l'Institut Guggenheim et la pension du journal « Ms. magazine », d'abord en ville puis dans une maison à la campagne à Mendocino, un endroit idéal selon elle pour « rêver, méditer et écrire », où elle redécouvre la nature et s'y attache durablement,.  
En 1978, elle tombe amoureuse de Robert Allen, un écrivain noir et éditeur de « The Black Scholar », qu'elle avait connu en 1962 au Spelman College d'Atlanta,. Durant les treize années de leur relation, elle connaît sa première relation lesbienne avec la photographe Jean Weisinger.

### Écriture et engagement
À partir de 1980, elle enseigne les études afro-américaines à l'université de Californie à Berkeley.
Elle voyage fréquemment pour donner des conférences, signer ses livres ou protester contre des violations de droits humains
Alice Walker écrit des romans, des nouvelles, des essais et des poèmes. Ces écrits mettent en valeur la lutte des femmes de couleur contre le racisme, le sexisme, l'inégalité sociale et la violence répandus dans la société américaine.
Elle a composé son premier recueil de poésies lors de sa dernière année à l'université Sarah Lawrence mais suspend son activité d'écriture lorsqu'elle s'installe avec Leventhal dans le Mississippi et qu'elle rejoint le Mouvement des droits civiques. Elle coopère à la revue culturelle et politique « Freedomways ». Puis elle reprend sa carrière littéraire quand elle se joint au « Ms. magazine » dans les années 1970.
En plus des nouvelles et des poèmes, elle écrit son premier roman, The Third Life of Grange Copeland, en 1970. En 1976, paraît Meridian ; ce livre raconte la lutte des militants pour les droits civiques dans le Sud, et Walker y relate certaines de ses propres expériences.
Au début des années 1980, elle contracte la maladie de Lyme, qui l'attache parfois pendant des jours au lit. Sa mère avait récemment subi un accident vasculaire cérébral et Alice Walker pensait qu'elles allaient mourir en même temps.
En 1982, elle publie son dixième livre, La Couleur pourpre qui devient son roman phare récompensé par le prix Pulitzer de la fiction en 1983, qu'elle est donc la première femme noire à obtenir. Il s'agit de l'histoire d'une jeune femme noire qui lutte à la fois contre le racisme des Blancs et le patriarcat des Noirs. Ce roman rencontre un grand succès dans toutes les communautés. Il sera adapté avec succès au cinéma en 1985 par Steven Spielberg avec une bande originale composée par Quincy Jones (La Couleur pourpre) et en comédie musicale en 2005 à Broadway. Il reste l'un des cinq livres les plus lus en Amérique.
En 1983, accompagnée d'un groupe de femmes de lettres américaines, elle se rend en Chine rencontrer d'autres femmes se battant pour l'égalité et les droits des femmes.
Elle s'engage en politique en partie sous l'influence de l'historien Howard Zinn qui a été l'un de ses professeurs au Collège Spelman. Elle a milité longtemps depuis les années 1960 dans le mouvement pour les droits civiques, et elle continue à défendre l'égalité des droits pour tous.
Elle s'illustre également dans la défense de l'environnement, la protection des animaux, le féminisme et a fait campagne contre les mutilations génitales des femmes ; son ouvrage intitulé Possessing the Secret of Joy publié en 1992 traite de ce sujet et est suivi d'un documentaire (Warrior Marks) qu'elle tourne en 1993 avec Pratibha Parmar en Afrique.
Elle s'est aussi engagée pour la cause cubaine, notamment contre l'embargo des États-Unis, et s'est rendue à plusieurs reprises à Cuba. Elle a milité activement contre l'apartheid en Afrique du Sud. Son soutien à la cause palestinienne et son antisionisme dès les années 2000 l'entraînent dans une controverse (voir infra). En mars 2003, elle est arrêtée avec vingt-cinq autres femmes à Washington lors d'une manifestation contre la Guerre d'Irak et George W. Bush.

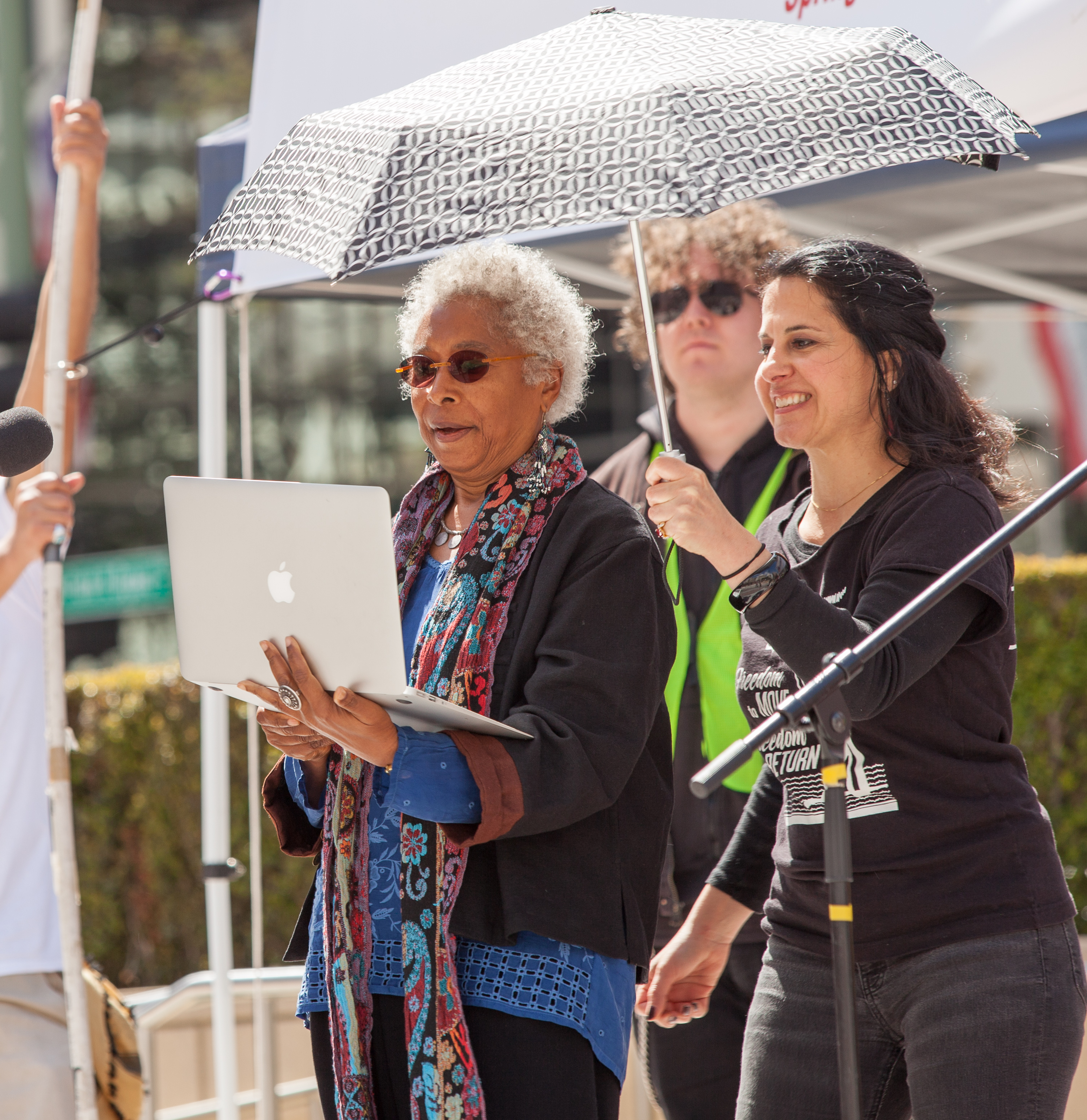
Alice Walker s'exprimant lors d'une action à Oakland en 2018.

Elle se proclame ouvertement bisexuelle en 2006, dès lors qu'elle reconnaît sa relation amoureuse avec la compositrice et interprète Tracy Chapman au milieu des années 1990.
Elle se dit « bouddhiste païenne », « élevée en tant que chrétienne » et pratique la méditation transcendantale,.
En l'honneur de sa mère, Minnie Tallulah Grant, et de Tallulah, sa grand-mère paternelle cherokee, elle ajoute légalement « Tallulah Kate » à son nom, en 1994.
Après les récompenses pour son œuvre, ses dernières publications rencontrent moins de succès ; son roman de 2004 intitulé Now Is the Time to Open Your Heart  (Il est maintenant le temps d'ouvrir votre cœur) est condamné par Michiko Kakutani, écrivain et grande critique du « New York Times » comme une « collection écœurante d'homélies New Age ».
En 2011, la cinéaste britannique Pratibha Parmar réalise un documentaire sur la vie d'Alice Walker intitulé Alice Walker : Beauty in Truth (en) qui sort en 2013.
Walker est propriétaire de maisons à Berkeley, Mendocino, Hawaii et au Mexique parce que quand elle était jeune, dit-elle, les Noirs n'étaient « pas autorisés à entrer dans un hôtel ».
Alice Walker n'a plus de relation avec sa fille Rebecca depuis 2004, à laquelle elle a écrit qu'elle ne souhaitait plus être sa mère, et n'a donc jamais rencontré son petit-fils Tezin, né en 2005,.

## Antisémitisme et complotisme
Engagée dans la cause palestinienne et membre-juge au comité du Tribunal Russell sur la Palestine, Alice Walker se rend en 2009 à Gaza,. La même année, elle soutient le boycott contre les artistes et cinéastes israéliens au festival du film de Toronto, et plus généralement l'organisation BDS (Boycot, Désinvestissement et Sanctions) au motif que l’État hébreu pratiquerait un apartheid « pire que celui de l'Afrique du Sud »,. En juin 2012, elle refuse de céder les droits de son roman La Couleur pourpre en Israël au groupe de médias israélien Yediot, pour une traduction de son livre en hébreu, en réponse à la politique israélienne dans les territoires palestiniens occupés. Mais en 2013, Alicia Keys ne suit pas le conseil d'Alice Walker d'annuler son concert à Tel Aviv pour « préserver son âme »,.
En 2017, Walker compose un poème intitulé « It is our (frightful) duty to study the talmud » ( « Il est de notre devoir (effroyable) d'étudier le Talmud » - en fait, le Talmud démasqué, un faux reconnu de la fin du XIXe siècle,,,,, repris par les sites antisémites), dans lequel, au soutien palestinien, elle véhicule en écho de fausses citations trouvées en ligne sur des sites ou des vidéos dont elle conseille la consultation sur YouTube, dont une avec le complotiste américain Alex Jones,. Elle y pose des questions dont elle croit que les affirmations sont issues du « poison » du Talmud : Les goys doivent-ils se réjouir d'être les esclaves des Juifs ? Les filles de trois ans et un jour sont-elles licites pour le mariage ou les relations sexuelles ? Les jeunes garçons sont-ils bons à être violés par jeu ? Même le meilleur des goys doit-il être tué ?
Ceci lui vaut notamment la réponse subtile du journal juif en ligne « Tablet » et la réaction moins humoristique d'autres observateurs,,,,,. Mais Alice Walker estime qu'on l'accuse d'antisémitisme à cause de son soutien aux Palestiniens et son boycott d'Israël,,.

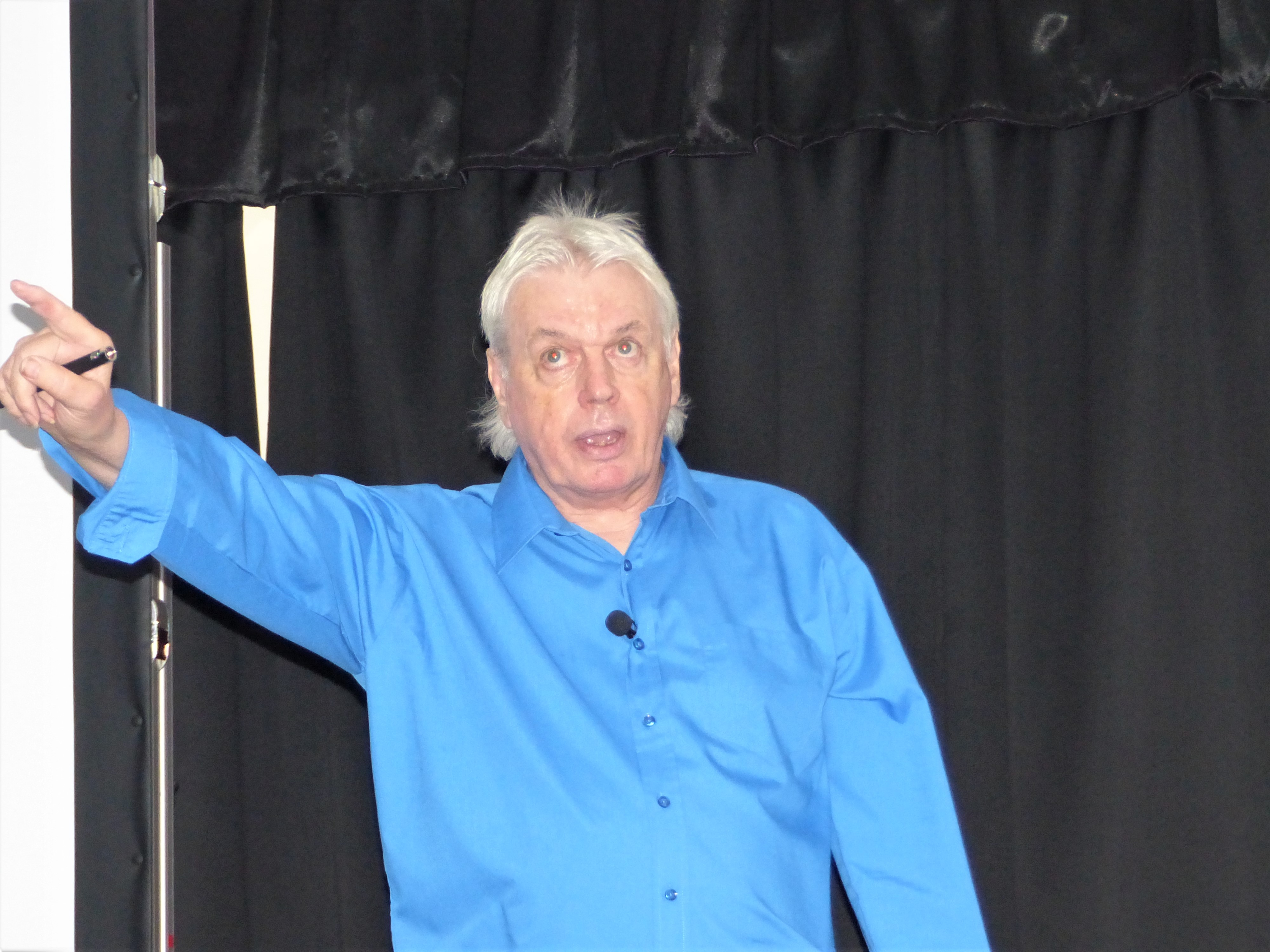
David Icke en 2018.

En décembre 2018, Alice Walker suscite à nouveau la polémique en faisant l'éloge, au cours d'une interview pour le New York Times Book Review, du livre And the Truth Shall Set You Free (Et la Vérité vous affranchira) du conspirationniste négationniste et antisémite notoire David Icke, lui-même s'appuyant sur le célèbre faux antisémite russe, Les Protocoles des Sages de Sion, paru au début du XXe siècle, et précisant qu'il croit fermement qu'« une petite clique juive » (particulièrement les Rothschild) a œuvré pour créer la traite des esclaves, la Première guerre mondiale, la révolution russe, la Seconde guerre mondiale, l'extermination nazie et des attentats du 11 septembre, ou accessoirement, contrôle le Ku Klux Klan organise des attaques antisémites, est à l'origine du changement climatique,,,,,,… Alice Walker a rencontré ce théoricien du complot du Nouvel Ordre Mondial au début des années 2010 et dit apprécier sa « liberté d'esprit », et son « intrépidité » qui lui rappelle celle de Malcolm X,,,,,. Elle déclare à son sujet : « Dans les livres de Icke, il y a l'entièreté de l'existence, sur cette planète et sur d'autres, sur laquelle réfléchir. Le rêve d'une personne curieuse devenu réalité ». Contredisant les chercheurs internationaux, elle estime que David Icke n'est ni antisémite ni antijuif mais « qu'il est assez courageux pour poser les questions que d'autres craignent de poser ». Elle considère à son tour dans l'un de ses poèmes à mots à peine couverts que les Juifs (qu'elle appelle Chitauri) sont des Reptiliens ou Illuminati humanoïdes venus d'une autre planète pour asservir le monde,,,,. Au micro de la BBC, elle avait déjà en 2013 choisi avec enthousiasme l'ouvrage du Britannique Icke comme celui qu'elle prendrait si elle devait ne choisir qu'un seul livre,,.
Au printemps 2020, Alice Walker suscite une fois encore la polémique en relayant une vidéo du conspirationniste et antisémite David Icke, reliant la pandémie due au Covid-19 aux juifs.

## Quelques œuvres

### Romans et recueils de nouvelles
- (en) The Third Life of Grange Copeland (1970)
- (en) In Love and Trouble: Stories of Black Women (1973, includes "Everyday Use")
- (en) Meridian (1976)
- (en) The Color Purple (1982)
- (en) You Can't Keep a Good Woman Down: Stories (1982)
- (en) To Hell With Dying (1988)
- (en) The Temple of My Familiar (1989)
- (en) Finding the Green Stone (1991)
- (en) Possessing the Secret of Joy (1992)
- (en) The Complete Stories (1994)
- (en) By the Light of My Father's Smile (1998)
- (en) The Way Forward Is with a Broken Heart (2000)
- (en) Now Is the Time to Open Your Heart (2004)

### Recueils de poésie
- (en) Once (1968)
- (en) Revolutionary Petunias and Other Poems (1973)
- (en) Good Night, Willie Lee, I'll See You in the Morning (1979)
- (en) Horses Make a Landscape Look More Beautiful (1985)
- (en) Her Blue Body Everything We Know: Earthling Poems (1991)
- (en) Absolute Trust in the Goodness of the Earth (2003)
- (en) A Poem Traveled Down My Arm: Poems And Drawings (2003)
- (en) Collected Poems (2005)
- (en) Hard Times Require Furious Dancing: New Poems (2010)
- (en) Taking the Arrow Out of the Heart (2018)

### Autres ouvrages
- (en) In Search of Our Mothers' Gardens: Womanist Prose (1983)
- (en) Living by the Word (1988)
- (en) Warrior Marks (1993)
- (en) The Same River Twice: Honoring the Difficult (1996)
- (en) Anything We Love Can Be Saved: A Writer's Activism (1997)
- (en) Go Girl!: The Black Woman's Book of Travel and Adventure (1997)
- (en) Pema Chodron and Alice Walker in Conversation (1999)
- (en) Sent By Earth: A Message from the Grandmother Spirit After the Bombing of the World Trade Center and Pentagon (2001)
- (en) We Are the Ones We Have Been Waiting For (2006)
- (en) Overcoming Speechlessness (2010)
- (en) Chicken Chronicles, A Memoir (2011)
- (en) The cushion in the road - Meditation and wandering as the whole world awakens to be in harm's way (2013)

### Essai
- (en) Beauty: When the Other Dancer is the Self (1983)

## Distinctions
- La Couleur pourpre reçoit le Prix Pulitzer de la Fiction et l'American Book Award en 1983.
- La nouvelle Kindered Spirits parue en août 1985 reçoit le O. Henry Award 1986.
- Pour l'ensemble de son œuvre, elle reçoit le Lillian Smith Award du National Endowment for the Arts, le Richard et Hinda Rosenthal Award du National Institute of Arts & Letters, le Front Page Award pour la meilleure critique dans un magazine par le Newswoman's Club de New York.

« Whether you're black or white or red or yellow or a beautiful mixture of all these colors of the world, Alice Walker's "The Temple of my Familiar", described by the author as "a romance of the last 500,000 years" will communicate to some level of your conscience. I haven't found a French translation (I live in France) unfortunately, since I would love to share this book with people in my vicinity (Alice: I would love to translate this!) through lives, through dreams, through centuries, through cultures, through pain, through sorrow, through joy and laughter, an exploration of identity and construction of being and why (self) love and and forgiveness are the hardest things to achieve, but the most beautiful, the most satisfying, the only aim worth pursuing in this life and the ensuing lives we are creating and experiencing in time eternal. »

« The richness of Alice Walker's new novel is amazing, overwhelming. A hundred themes and subjects spin through it, dozens of characters, a whirl of people are passionate actors and sufferers, and everything they talk about is urgent, a matter truly of life and death. They're like Dostoïevski's characters, relentlessly raising the great moral questions and pushing one another towards self-knowledge, honesty, engagement. »

— Ursula K. Le Guin
- Membre d'honneur du Radcliffe Institute, de Merrill (dont une bourse) et de Guggenheim (dont une bourse).